# 용과 같이 6: 생명의 시
《용과 같이 6: 생명의 시》(龍が如く6 命の詩。 류가고토쿠 싯쿠스 이노치노우타[*])는 세가 게임즈에서 2016년 12월 8일에 플레이스테이션 4로 출시된 게임 소프트웨어이다. 중국어권에서는 人中之龍6 生命詩篇。라는 제목으로 출시되며, 본디 한국어판의 발매 계획이 있었으나 일본 발매일 하루를 앞두고 소니인터렉티브엔터테인먼트 코리아(이하 SIEK, 대표; 안도 테츠야)의 한국화 발매 중단 소식이 있었다. 일본 정식 발매일은 12월 8일이다.

## 개요
2016년 7월 26일에서 행해진 ‘《용과 같이6 (가칭)》 발표회’에서 발표됐다. 시리즈 넘버링 타이틀의 최신작이며, 《용과 같이 5: 꿈을 이루는 자》에 이어지는 스토리 전개이다. 이번 작품은 시리즈 사상 처음으로 플레이스테이션 4의 독점 타이틀이 되며, 캐릭터의 그래픽, 질감 등이 구작에 비해서 향상되고 있다.
이번 작품은 “키류 카즈마 전설, 마지막장”을 강조하고 있으며, 키류 카즈마가 단독으로 주인공을 맡으며, 키류 카즈마의 이야기에 일단락이 붙여지는 작품이다. 무대는 도쿄의 카무로쵸와 새롭게 등장하게 되는 히로시마의 오노미치 진가이쵸의2개도시이다.게스트 성우로 배우인 후지와라 타츠야, 오구리 슌, 마키 요코, 오모리 나오, 희극인인 미야사코 히로유키, 비트 타케시 등이 출연한다. 또한, 후지와라와 미야사코는 《3》에 출연 경험이 있지만, 이번 작품에는 페이스 캡처에 의한 본인을 모델로 한 캐릭터로 나온다. 또, 이번 작품의 발표에 앞서서 행해진 ‘카바 아가씨 역할 오디션’에 합격한 5명이 캬바 아가씨로 출연한다。

## 줄거리
2012년, 아이돌 활동을 하고 있던 사와무라 하루카의 라이브 장소에서의 “저는 키류 카즈마의 가족이예요”(私は桐生一馬の家族です)라는 갑작스러운 고백으로 시간을 같이 해서 일본 오대 5대도시를 둘러싼 일대항쟁은 종결했다.
키류는 하루카나 고아원인 ‘나팔꽃’ 아이들의 행복을 위해서 필요한 대상으로 다시 몸을 씼는 결의를 했으며, 스스로 형무소에 수감된다. 하지만, 예능계를 은퇴한 하루카에게 기다리고 있던 것은 언제나 되돌아오는 하루카로의 비방중상이라는, 가열한 세상의 눈으로, 하루카는 자신의 각오의 달콤함을 느끼고 있었다.
시간이 흐르고, 2016년. 형기를 끝내고 나팔꽃으로 돌아간 키류는 마중나와있던 아이들로부터 하루카가 실종됐다는 잔혹한 사실을 알리며, 하루카의 행방을 찾기 위해서 단서를 구해서 카무로쵸로 향하지만, 그곳에서 구면인 형사 다테 마코토로부터 하루카가 카무로쵸에서 사고를 당해서, 의식불명 중태라는 믿기 어려운 사실을 알린다.
나팔꽃을 위해서 스스로 모습을 감춘 하루카의 생각과 병실에서 계속 잠들어있는 하루카의 모습에 몹시 걱정하는 키류는 하루카가 실종 중에 히로시마에 있던 것을 알고 하루카가 히로시마에 있던 이유나 사고의 진상을 밝히기 위해서 동성회와 오미연합에 줄지은 극도 조직 ‘양명연합회’가 권력을 행사하는 히로시마의 오미치 니가이쵸에 밞을 내딛어가는데...

## 평가
| 평가 |         |
| --- | ------- |
| 통합 점수 통합사 점수 메타크리틱 83/100 [ 5 ] 평론 점수 평론사 점수 디스트럭토이드 7/10 [ 6 ] 에지 8/10 [ 7 ] EGM 9.0/10 [ 8 ] 패미츠 39/40 [ 9 ] 게임 인포머 9.25/10 [ 10 ] 게임 레볼루션 [ 11 ] 게임스팟 8/10 [ 12 ] 게임스레이더+ [ 13 ] IGN 7.5/10 [ 14 ] 폴리곤 8.5/10 [ 15 ] |         |
| 통합 점수 |         |
| 통합사 | 점수    |
| 메타크리틱 | 83/100  |
| 평론 점수 |         |
| 평론사 | 점수    |
| 디스트럭토이드 | 7/10    |
| 에지 | 8/10    |
| EGM | 9.0/10  |
| 패미츠 | 39/40   |
| 게임 인포머 | 9.25/10 |
| 게임 레볼루션 | [ 11 ]  |
| 게임스팟 | 8/10    |
| 게임스레이더+ | [ 13 ]  |
| IGN | 7.5/10  |
| 폴리곤 | 8.5/10  |